# 세월이 흘러가면
"세월이 흘러가면"은 1969년 공개된 대한민국의 영화이다.

## 배역
- 신영균
- 윤정희
- 이영옥
- 전양자